# Су-17 (1949)
Су-17 («Р») — советский экспериментальный истребитель, разработанный в ОКБ Сухого. Проектировался для достижения в установившемся горизонтальном полёте скорости, соответствующей числу Маха М=1, и исследования особенностей полёта на скоростях, близких и равных звуковой. Кроме того, Су-17 мог служить прототипом серийного фронтового истребителя больших скоростей.
Одна из особенностей конструкции самолёта состояла в том, что впервые в мире носовая часть фюзеляжа вместе с герметической кабиной была выполнена отделяемой. Такой принцип, в дальнейшем, был реализован на американских самолётах типа F-111.

## История
Самолёт проектировался и строился согласно плану опытного самолётостроения на 1948—1949 годах, утверждённому постановлением Совета Министров СССР от 12 июня 1948 году, с расчётом на применение в двух вариантах: экспериментальном и боевом (с двумя пушками Н-37). В конце декабря 1948 г. Государственная макетная комиссия рассмотрела макет и эскизный проект самолёта и в основном одобрила представленные материалы. Высказанные замечания были учтены при дальнейшем проектировании и постройке самолёта, которые проводились по точным расчётам и экспериментальным данным.
К лету 1949 года сборка Су-17 была закончена, машину перевезли на аэродром, где Сергей Николаевич Анохин произвёл ряд скоростных рулёжек и подлётов. Ведущим инженером по испытаниям был В. П. Балуев.
Авария самолёта Су-15 послужила поводом для запрета лётных испытаний Су-17. В ноябре 1949 года было принято решение о расформировании ОКБ П. О. Сухого. Опытный самолёт, не совершив ни одного полёта, был в 1950 году передан в ЛИИ для наземных испытаний по отделению носовой части фюзеляжа, после чего испытывался на боевую живучесть под огнём авиационных пушек.

## Конструкция
Самолёт представлял собой цельнометаллический среднеплан со стреловидным крылом и одним двигателем ТР-3 конструкции А. М. Люльки, расположенным в фюзеляже за кабиной лётчика. Воздух для питания двигателя поступал через носовой воздухозаборник и проходил по двум каналам, между которыми располагалась герметичная кабина лётчика. В средней части фюзеляжа они соединялись, образуя перед входом в двигатель один канал круглого сечения.
Фюзеляж — типа монокок сигарообразной формы и круглого сечения — состоял из трёх отдельных частей. В носовой части размещалась герметичная кабина вентиляционного типа с наддувом от компрессора двигателя. Носовая часть могла отделяться от самолёта в полёте в результате действия пороховой катапульты, расположенной под кабиной. Специальное направляющее устройство обеспечивало катапультирование носовой части под углом к оси самолёта с относительной скоростью 10—12 м/с, что позволяло осуществить отделение и при пикировании. Стабилизация носовой части после отделения осуществлялась специальным парашютным устройством, включавшим вытяжной и основной ленточный парашюты. Отделившуюся носовую часть лётчик мог покинуть при помощи катапультируемого сидения, которое могло использоваться и без отделения кабины. В конструкции катапультируемого сидения предусматривалась возможность изменения перегрузок от 18 при выбросе без отделения кабины до 5 при катапультировании из свободно падающей носовой части фюзеляжа.
Носовая часть крепилась к фюзеляжу при помощи трёх специальных замков, один из которых находился на катапультирующем устройстве и два — на наклонном шпангоуте по линии разъёма. Стыки каналов воздухозаборников и стык по внешнему контуру носовой и средней частей фюзеляжа были загерметизированы. В средней части располагались два мягких топливных бака. По бортам фюзеляжа перед двигателем размещались в убранном положении основные опоры шасси. По разъёму с хвостовой частью располагались передние узлы крепления двигателя. Хвостовая часть фюзеляжа для удобства замены двигателя была выполнена легкосъёмной, по бортам её располагались тормозные щитки, отклонявшиеся на угол до 60°. Здесь находились задняя группа топливных баков, узлы крепления задней опоры двигателя и реактивного сопла, установка тормозного парашюта.
Крыло — однолонжеронное, с двумя вспомогательными стенками в носке и хвостовой части — состояло из двух консолей, крепившихся по бортам к усиленному шпангоуту фюзеляжа. Угол стреловидности консолей по линии четвертей хорд 50°. У корня был применён профиль ЦАГИ-9030, на конце крыла — СР-3-12. Консоли имели угол поперечного V, равный −5°, и угол заклинения, равный +1°30'. Крыло оснащалось элеронами с внутренней компенсацией, посадочными щитками типа «фаулер», расположенными между фюзеляжем и элеронами; левый элерон имел триммер.
Оперение самолёта — однокилевое со стабилизатором, поднятым над фюзеляжем. Стабилизатор регулировался на земле в пределах от +1°30' до −1°30'. Для всего оперения был применён симметричный профиль С-11-С-9.
Шасси — трёхопорной схемы с передней опорой — монтировалось на средней части фюзеляжа. Система уборки шасси — гидравлическая с агрегатами высокого давления. Переход на систему с высоким давлением поставил задачу проектирования заново почти всех агрегатов гидросистемы. Передняя опора с колесом размером 530*230 мм убиралась назад по полёту. Основные опоры с колёсами размером 800*225 мм убирались в фюзеляж вперёд. Тормоза колёс основных опор — пневматические. На основе опыта работы с амортизаторами высокого давления на самолёте Су-15 для Су-17 было спроектировано шасси, где такой тип амортизаторов применялся как на передней, так и на основных опорах.

## Двигатель
Включала турбореактивный двигатель ТР-3 с осевым компрессором, устанавливавшимся по оси фюзеляжа в хвостовой его части. Топливная система состояла из двух групп баков, расположенных в фюзеляже. Первая группа располагалась непосредственно за кабиной лётчика, вторая — в кольцевом промежутке между обшивкой фюзеляжа и выхлопной трубой двигателя. В первую группу входили два мягких бака и один металлический бак (№ 3). Во вторую группу — металлические баки. Топливо из второй группы баков перекачивалось в бак № 1 первой группы с помощью электронасоса. Бак № 3 первой группы, расходный, был снабжён отсеком, обеспечивающим работу двигателя при отрицательных перегрузках. Кроме того, под самолёт можно было подвесить два дополнительных топливных бака ёмкостью по 300 л каждый. Равномерность выработки топлива из баков обеих групп обеспечивалась автоматом перекачки, установленным в расходном баке. На самолёте имелись противопожарная углекислотная установка и система заполнения топливных баков нейтральным газом от специального баллона.

## Вооружение
Вооружение предусматривающего боевого варианта самолёта предполагало установку внизу средней части фюзеляжа двух пушек Н-37 калибра 37 мм, оба ствола которых проходили через носовую часть под кабиной лётчика. Снаряды пушек в количестве 80 штук располагались за кабиной в рукавах, которые опоясывали воздушные каналы силовой установки. Аналогичная схема размещения боезапаса в рукавах питания была впоследствии применена на самолётах Су-7 и его многочисленных модификациях.

## Оборудование
Оборудование самолёта включало:
- Связную приёмо-передающую УКВ-радиостанцию РСИУ-3
- Радиополукомпас «РИОН»
- Ответчик опознавания «Барий М»
- Радиовысотомер малых высот РВ-2 с внутренними антеннами
- Автоматический стрелковый прицел с радиодальномером
- Генератор ГС-300
- Махметр
- Фотопулемёт С-13
- Кислородное оборудование
- Аэрофотоаппарат АФА-39 для планового фотографирования и др.

## Тактико-технические характеристики[1]
Технические характеристики
- Экипаж: 1 пилот
- Длина: 15.25 м
- Размах крыла: 9.95 м
- Высота:
- Площадь крыла: 27.50 м²
- Масса пустого: 5932 кг
- Максимальная взлётная масса: 7890 кг
- Силовая установка: 1 × ТРД ТР-3
- Тяга: 1 × 4 600 кгс

Лётные характеристики
- Максимальная скорость: 1209 км/ч
- Крейсерская скорость: 980 км/ч
- Боевой радиус: 855 км
- Практическая дальность:  
  - без ПТБ: 1080 км
  - с ПТБ:
- Практический потолок: 15 000 м
- Скороподъёмность: 2273 м/мин

Вооружение
- Стрелково-пушечное: 2х Н-37 (80 снарядов)